# Vladimir Arutyunian
Vladimir Arutyunian (en georgiano: ვლადიმერ არუთუნიანი; en armenio: Վլադիմիր Հարությունյան; Tiflis, 12 de marzo de 1978) es un hombre georgiano que intentó asesinar al presidente de los Estados Unidos George W. Bush y al presidente de Georgia Mijeíl Saakashvili lanzándoles una granada de mano el 10 de mayo de 2005. El intento fracasó cuando la granada no detonó. Más tarde fue arrestado y condenado a cadena perpetua.

## Antecedentes
Vladimir Arutyunian, ciudadano georgiano y armenio étnico, nació el 12 de marzo de 1978 en Tiflis, República Socialista Soviética de Georgia. Arutyunian perdió a su padre a una edad temprana y vivía con su madre, que era una vendedora de puestos en el mercado callejero local. Vivían en uno de los suburbios más pobres de Tiflis. Después de completar su educación secundaria, no tuvo una ocupación fija.
Se unió al partido Unión Democrática para el Renacimiento liderado por Aslan Abashidze en enero de 2004, pero poco después abandonó las filas de la organización. Se unió a dicho partido el mismo mes que Mijeíl Saakashvili se convirtió en presidente de Georgia y Abashidze había llevado a Ayaria a una crisis al negarse a obedecer a las autoridades del gobierno central. Saakashvili y su partido se consideraron pro-Estados Unidos, mientras que Abashidze y su partido se consideraron pro-Rusia. La crisis terminó a finales de 2004 sin derramamiento de sangre.

## Intento de asesinato

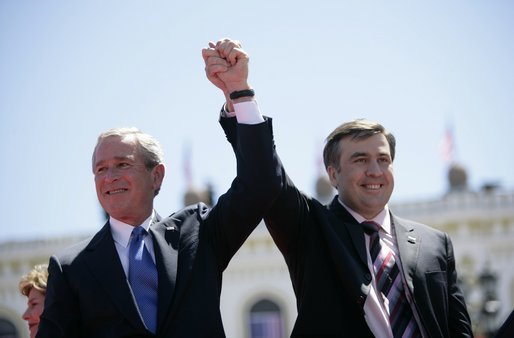
Los presidentes George W. Bush de los Estados Unidos (izquierda) y Mijeíl Saakashvili de Georgia (derecha) en Tiflis el 10 de mayo de 2005, el día del atentado.

El 10 de mayo de 2005, Arutyunian esperó a que el presidente de los Estados Unidos, George W. Bush, y el presidente de Georgia, Mijeíl Saakashvili, hablaran en la Plaza de la Libertad en Tiflis. Cuando Bush comenzó a hablar, Arutyunian lanzó una granada de mano RGD-5 de fabricación soviética, envuelta en un pañuelo de tartán rojo, hacia el podio donde estaba Bush mientras se dirigía a la multitud. La granada aterrizó a 18 metros del podio, cerca de donde Saakashvili, su esposa Sandra Roelofs, Laura Bush y otros funcionarios estaban sentados.
La granada no detonó. Aunque los informes originales indicaban que la granada no estaba viva, más tarde se reveló que sí. Después de que Arutyunian tiró de la horquilla y lanzó la granada, golpeó a una niña, amortiguando su impacto. El pañuelo rojo permaneció envuelto alrededor de la granada, e impidió que la palanca del detonador se soltara. Un oficial de seguridad georgiano retiró rápidamente la granada y Arutyunian desapareció.
Arutyunian explicó más tarde que lanzó la granada «hacia las cabezas» para que «la metralla volara detrás del vidrio a prueba de balas». Bush y Saakashvili no se enteraron del incidente hasta después del mitin.

## Investigación
El 18 de julio de 2005, el ministro del Interior de Georgia, Vano Merabishvili, emitió fotos de un sospechoso no identificado y anunció una recompensa de 150 000 lari (US$ 80 000) por información que llevara a la identificación del sospechoso.
A solicitud del gobierno de Georgia, el FBI de los Estados Unidos inició una investigación sobre el incidente. Se trajo personal adicional de la región circundante para ayudar con la investigación. En una foto de la multitud, el FBI observó a un hombre en las gradas con una gran cámara. Era un profesor de visita desde Boise, Idaho. Agentes del FBI lo contactaron y, con sus fotografías, pudieron identificar a un sospechoso.

## Arresto
El 20 de julio de 2005, la policía allanó la casa de Arutyunian donde vivía con su madre. En el tiroteo posterior, Arutyunian mató al jefe del departamento de contrainteligencia del Ministerio del Interior, Zurab Kvlividze. Luego huyó a los bosques en el pueblo de Vashlijvari en las afueras de Tiflis. Después de ser herido en la pierna, fue capturado por la unidad antiterrorista de Georgia.
Las muestras de ADN del hombre coincidieron con las muestras de ADN del pañuelo. Más tarde, la policía de Georgia encontró un laboratorio de productos químicos y una reserva de explosivos que Arutyunian había acumulado en su apartamento. Se encontraron veinte litros de ácido sulfúrico, varios cajones llenos de termómetros de mercurio, un microscopio y «suficientes sustancias peligrosas para llevar a cabo varios actos terroristas».

## Juicio
Después de su arresto, Arutyunian apareció en la televisión admitiendo desde su cama del hospital que había lanzado la granada. Dijo que había intentado asesinar a ambos presidentes porque odiaba al nuevo gobierno de Georgia por ser un «títere» de los Estados Unidos. Además, declaró que no se arrepentía de lo que había hecho y que volvería a hacerlo si tuviera la oportunidad.
Arutyunian admitió inicialmente su culpabilidad cuando fue arrestado, pero se negó a cooperar durante el juicio. Se declaró inocente y luego se negó a responder a las preguntas en el tribunal. Su abogada Elisabed Japaridze dijo después de la condena y la sentencia que ella apelaría, diciendo «Considero que todo estaba lejos de ser probado». Ella citó el hecho de que las huellas dactilares de Arutyunian no se encontraron en la granada. Sin embargo, el fiscal Anzor Khvadagiani dijo que el hecho de que la granada estuviera envuelta en tela explicaba la falta de huellas dactilares distinguibles y también que las pruebas de ADN del material encontrado en la tela coincidían con las de Arutyunian.

## Pena de prisión
El 11 de enero de 2006, un tribunal georgiano condenó a Arutyunian a cadena perpetua por el intento de asesinato de George W. Bush y Mijeíl Saakashvili, y el asesinato del oficial Kvlividze. En septiembre de 2005, un gran jurado federal de los Estados Unidos también acusó a Arutyunian, y podría pedir extraditarlo si alguna vez lo liberan. No es elegible para libertad condicional, y solo podría ser puesto en libertad bajo un indulto presidencial, lo que significa que Arutyunian probablemente pasará el resto de su vida en prisión.
Mientras estaba en prisión en febrero de 2010, Arutyunian se convirtió de la iglesia apostólica armenia al islam.